# Diego Abad de Santillán
Diego Abad de Santillán (Reyero, 20 de maio de 1897 – Barcelona, 18 de outubro de 1983), escritor e anarquista militante, foi reconhecido teórico da Guerra Civil Espanhola e importante figura nos movimentos anarcossindicalistas da Espanha e da Argentina.

## Vida
Aos oito anos de idade emigrou para Argentina junto com seus pais, Donato García Paniagua e Angela Fernández. Regressou para a Espanha para estudar em Madri a partir de 1912, ingressando na Universidade de Madri em 1915 para estudar Filosofia e Letras. Algum tempo depois foi preso por um ano e meio logo no início da greve geral de 1917 e em 1918 regressou para Argentina onde continuou como ativista da Federación Obrera Regional Argentina (FORA) e editor de seu periódico "La Protesta".
Representou a FORA durante a refundação da Primeira Internacional, em Berlim (1922). Ainda em Berlim iniciou estudos de medicina, e conheceu aquela que seria sua esposa, Elise Kater. Interrompeu seus estudos em 1926 para dirigir-se ao México a fim de colaborar com a Confederación General de Trabajadores (CGT). Regressando para a Argentina, continuou com sua militância anarquista editando "La Protesta" e un novo periódico, "La Antorcha". Em 1930 foi condenado a morte por intenção de sedição, conseguindo escapar para o Uruguai. Ao se proclamar a República na Espanha, em 1931, se dirigiu novamente para lá; porém após uma curta estadia regressou novamente para a Argentina, onde viveu na clandestinidade continuando sua militância e escrevendo, até que nos fins de 1933 retornou à Espanha fixando residência em Barcelona.
Em Barcelona se integrou à Federação Anarquista Ibérica (FAI). Animou o grupo anarquista "Nervio" em 1934, foi secretário do Comitê Peninsular da FAI em 1935, redator de "Solidaridad Obrera", dirigiu "Tierra y Libertad" e fundou "Tiempos Nuevos" entre 1935 e 1936. Ao estourar o Levante Nacional de julho de 1936, contribuiu na organização do Comitê de Milícias Antifascistas de Catalunha. Entre dezembro de 1936 e abril de 1937 foi membro do governo catalão com o cargo de Consejero de Economía de la Generalidad de Cataluña.
Por conseqüencias da derrota da República, em 1939 regresou para a Argentina, onde viveu semi-clandestinamente, fundou vários editoriais, escriveu numerosos trabalhos incluindo análises críticas do movimento obreiro e do peronismo, e editou a Grande Enciclopédia Argentina.
Em 1977 regressou à Espanha, permanecendo em Barcelona até sua morte.

## Obras
- Ricardo Flores Magón; el apóstol de la revolución social Mexicana. México: 1925. Reeditado en México: Antorcha, 1988.
- El anarquismo en el movimiento obrero (con E. López Arango). Barcelona: Cosmos, 1925.
- El movimiento anarquista en la Argentina. Desde sus comienzos hasta el año 1910. Buenos Aires: Argonauta, 1930
- La bancarrota del sistema económico y político del capitalismo, 1932.
- La FORA: ideología y trayectoria del movimiento obrero revolucionario en la Argentina. Buenos Aires: Nervio, 1933
- Reconstrucción social: bases para una nueva edificación económica argentina, con Juan Lazarte, 1933
- Las cargas tributarias: apuntes sobre las finanzas estatales contemporáneas. Barcelona: Mundial, 1934
- El organismo económico de la revolución. Barcelona: 1936.
- After the revolution. Nueva York: Greenberg, 1937.
  - Edición facsimilar. Sídney: Jura Media, 1996.
- La revolución y la guerra de España. La Habana: 1938
- Bibliografía anarquista argentina. Barcelona: Timón, 1938.
- Por qué perdimos la guerra. Buenos Aires, 1940.Reeditada en 1975 con prólogo de Heleno Saña.
  - Esplugues de Llobregat (Barcelona): Plaza y Janés, 1977. El texto fue llevado al cine por su hijo.
- El movimiento obrero. Anarquismo y socialismo. Buenos Aires: 1965.
- Historia argentina, enciclopedia en 5 volúmenes. Buenos Aires: 1965.
- Contribuciones a la historia del movimiento obrero español (1962 - 1971).
- La FORA. Ideología y trayectoria del movimiento obrero revolucionario en la Argentina (1933), revisada y ampliada por el autor en 1971.
- De Alfonso XII a Franco: apuntes de historia política de la España moderna. Buenos Aires: TEA, 1974
- Estrategia y táctica: ayer, hoy y mañana. Prólogo de Carlos Díaz. Madrid: Júcar, 1976.
- Historia de la revolución mexicana. México, D.F., 1976.
- Memorias 1897-1936. Barcelona: Planeta, 1977.
- Gran Enciclopedia de la Provincia de Santa Fe. Copyright by Ediar- Buenos Aires, 1967.Dos tomos.[1][2][3]